# Władysław Chachaj

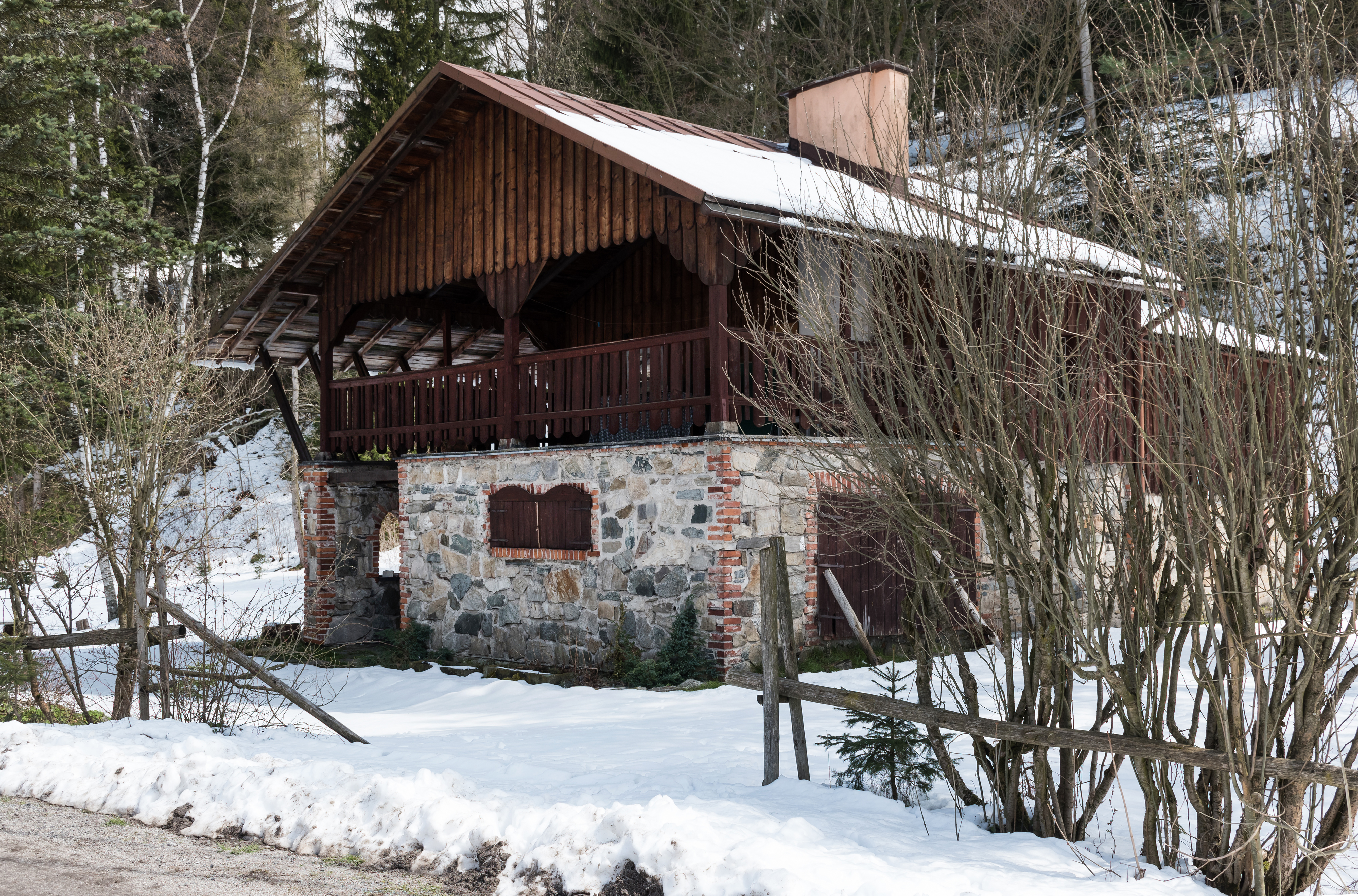
Dom letniskowy Władysława Chachaja, położony w Bielicach

Władysław Chachaj (ur. 29 października 1912 w Gorzkowie, zm. 1 listopada 1980 w Bielicach) – polski lekarz alergolog, żołnierz Armii Krajowej, profesor nauk medycznych, dyrektor Instytutu Chorób Wewnętrznych i kierownik Kliniki Chorób Wewnętrznych Uniwersytetu Medycznego we Wrocławiu, twórca wrocławskiej szkoły alergologii.

## Życiorys

### Okres do 1945
Władysław Chachaj urodził się 20 października 1912 roku w Gorzkowie, w 1934 roku ukończył liceum Krasnymstawie. W latach 1934–1939 studiował medycynę na Wydziale Lekarskim Uniwersytetu im. Jana Kazimierza we Lwowie. Wybuch wojny uniemożliwił mu zdobycie dyplomu lekarza. Pomimo to podjął pracę w zawodzie, najpierw w szpitalu chorób zakaźnych w Żółkiewce, w rodzinnym powiecie Krasnystaw, a od 1942 roku na oddziale wewnętrznym Szpitala Przemienienia Pańskiego na Pradze, w Warszawie.

Od początku wojny działał w podziemiu konspiracyjnym Armii Krajowej, gdzie przyjął pseudonim „Baryka”, a później „Doktor Andrzej". Wyrok wydany przez władze niemieckie zmusił go do opuszczenia stolicy. W Okręgu Radom-Kielce AK trafił do Świętokrzyskiego Zgrupowania AK, najpierw do oddziału Jana Piwnika „Ponurego", a następnie Eugeniusza Kaszyńskiego „Nurta”, w których pełnił funkcję lekarza. Partyzanckie dokonania Władysława Chachaja uhonorowane zostały licznymi odznaczeniami.

### Okres po 1945
Po zakończeniu działań wojennych zamieszkał w Wodzisław Śląskim, gdzie rozpoczął pracę w Szpitalu Zakaźnym. W 1946 roku uzyskał dyplom lekarza na Collegium Medicum Uniwersytetu Jagiellońskiego i w tym samym roku przeprowadził się do Walimia, gdzie rozpoczął pracę lekarza rejonowego.

W 1949 roku przeniósł się do Wrocławia, gdzie najpierw krótko pracował w Klinice Chorób Zakaźnych, a następnie w Klinice Chorób Wewnętrznych, Geriatrii i Alergologii Akademii Medycznej we Wrocławiu. W 1952 roku otrzymał stopień naukowy doktora, w 1965 habilitował się, w 1973 został profesorem, a w roku 1979 profesorem zwyczajnym. W 1971 roku, po reorganizacji Uniwersytetu Medycznego, został dyrektorem Instytutu Chorób Wewnętrznych i kierownikiem Kliniki Chorób Wewnętrznych.

Zmarł 1 listopada 1980 roku w Bielicach, został pochowany na Cmentarzu Grabiszyńskim we Wrocławiu. Był ojcem architekta Andrzeja Chachaja.

## Działalność naukowa
Zainteresowania naukowe Władysława Chachaja skupiały się na alergologii, a w szczególności patofizjologii i terapii alergicznych chorób układu oddechowego i pokarmowego, zwłaszcza astmy oskrzelowej i wrzodziejącego zapalenia jelita grubego. Zajmował się również problemami czynności przysadki mózgowej i kory nadnerczy w astmie oskrzelowej oraz funkcjami receptorów alfa-adrenergicznych i histaminowych H2. Wykazał dysfunkcję układu adrenergicznego u chorych na astmę oskrzelową. Był twórcą wrocławskiej szkoły alergologii.

## Publikacje
- Klinika chorób alergicznych, Państwowy Zakład Wydawnictw Lekarskich, 1975[6]

## Rodzina
Był mężem Edyty Nawratil-Chachajowej.

## Odznaczenia
- Srebrny Krzyż Virtuti Militari[7],
- Krzyż Walecznych (dwukrotnie),
- Krzyż Armii Krajowej,
- Krzyż Zasługi z Mieczami,
- Krzyż Partyzancki,
- Krzyż Orderu Odrodzenia Polski.